# Pawonków (gmina)
Pour les articles homonymes, voir Pawonków.
La gmina de Pawonków est une commune rurale de la voïvodie de Silésie et du powiat de Lubliniec. Elle s'étend sur 118,74 km2 et comptait 6 459 habitants en 2006. Son siège est le village de Pawonków qui se situe à environ 8 kilomètres à l'ouest de Lubliniec et à 58 kilomètres au nord-ouest de Katowice.

## Villages
La gmina de Pawonków comprend les villages et localités de Draliny, Gwoździany, Kośmidry, Koszwice, Łagiewniki Małe, Łagiewniki Wielkie, Lipie Śląskie, Lisowice, Pawonków, Skrzydłowice et Solarnia.

## Villes et gminy voisines
La gmina de Pawonków est voisine de la ville de Lubliniec et des gminy de Ciasna, Dobrodzień, Kochanowice, Krupski Młyn et Zawadzkie.